# Comarca de Haro
La Comarca de Haro, La Rioja (España). En la región Rioja Alta, de la zona de Valle.
N.º de municipios: 26
Superficie: 444,86 {\displaystyle Km^{2}}
Población (2009): 21.368 habitantes
Densidad: 48,14 hab/{\displaystyle Km^{2}}
Latitud media: 42º 33' 41" norte
Longitud media: 2º 53' 58" oeste
Altitud media: 561,42 m s. n. m.

## Municipios de la comarca
Ábalos, Anguciana, Briñas, Briones, Casalarreina, Cellorigo, Cidamón, Cihuri, Cuzcurrita de Río Tirón, Foncea, Fonzaleche, Galbárruli, Gimileo, Haro, Ochánduri, Ollauri, Rodezno, Sajazarra, San Asensio, San Millán de Yécora, San Torcuato, San Vicente de la Sonsierra, Tirgo, Treviana, Villalba de Rioja, Zarratón.

## Demografía
| Municipio                   | Población | Superficie | Pedanías y despoblados                            |
| --------------------------- | --------- | ---------- | ------------------------------------------------- |
| Ábalos                      | 252       | 18,10      |                                                   |
| Anguciana                   | 453       | 5,05       |                                                   |
| Briñas                      | 225       | 2,44       |                                                   |
| Briones                     | 853       | 37,72      |                                                   |
| Casalarreina                | 1208      | 8,13       |                                                   |
| Cellorigo                   | 13        | 12,43      |                                                   |
| Cidamón                     | 32        | 15,80      | Casas Blancas, Madrid de los Trillos y Negueruela |
| Cihuri                      | 233       | 9,76       |                                                   |
| Cuzcurrita de Río Tirón     | 503       | 19,17      |                                                   |
| Foncea                      | 97        | 22,72      |                                                   |
| Fonzaleche                  | 157       | 17,00      | Villaseca                                         |
| Galbárruli                  | 52        | 15,44      | Castilseco                                        |
| Gimileo                     | 119       | 4,00       |                                                   |
| Haro                        | 11713     | 40,53      |                                                   |
| Ochánduri                   | 103       | 11,72      |                                                   |
| Ollauri                     | 307       | 2,60       |                                                   |
| Rodezno                     | 274       | 14,30      | Cuzcurritilla                                     |
| Sajazarra                   | 135       | 13,84      |                                                   |
| San Asensio                 | 1222      | 32,33      |                                                   |
| San Millán de Yécora        | 40        | 10,77      |                                                   |
| San Torcuato                | 77        | 10,82      | Casas Blancas y Santa Gertrudis                   |
| San Vicente de la Sonsierra | 1119      | 48,59      | Peciña y Rivas de Tereso                          |
| Tirgo                       | 224       | 9,14       |                                                   |
| Treviana                    | 182       | 34,94      |                                                   |
| Villalba de Rioja           | 132       | 8,96       |                                                   |
| Zarratón                    | 277       | 18,69      |                                                   |

La comarca de Haro ha sido una comarca bastante castigada por el éxodo rural desde los años 60, a pesar del desarrollo económico y demográfico de Haro. El auge demográfico de Haro no fue suficiente para compensar el declive de la comarca.  
A pesar de esto en los últimos 30 años se ha parado este descenso gracias al auge de la viticultura y el turismo enológico, a partir de la creación de la DOP Rioja. 
El desarrollo de la comarca ha sido muy desigual si comparamos los distintos municipios. Haro ha tenido un desarrollo mucho mayor gracias a su papel de cabecera comarcal, y por tanto de servicios, así como su gran prestigio como centro bodeguero, de modo que, a principios de siglo XX, el 75% de la población de la comarca vivía fuera de Haro, mientras que a día de hoy solo el 45% de la población comarcal reside fuera de Haro.
Por un lado están los municipios del valle del Ebro; San Vicente de la Sonsierra, Briones, San Asensio y Ábalos, que también tienen una economía bastante dinámica en torno al vino y una buena localización junto a la AP-68, ha supuesto que su pérdida demográfica haya sido mucho menor, incluso han aumentado en los últimos años.
Por otro lado están los municipios del Valle del Tirón, que han sufrido un mayor descenso, aunque su localización junto a tierras muy favorables para la vid, ha permitido mantener poblaciones entre los 100 y los 500 habitantes.
En cambio los municipios más cerealistas, y por tanto no ayudados por el impacto del sector vitivinícola, más alejados de Haro, y situados en los Montes Obarenes, como Cellorigo o Foncea, o en el llano del Valpierre como Cidamón o San Torcuato, se encuentran en una situación crítica de despoblación y envejecimiento de su población situándose todos bajo los 50 habitantes.

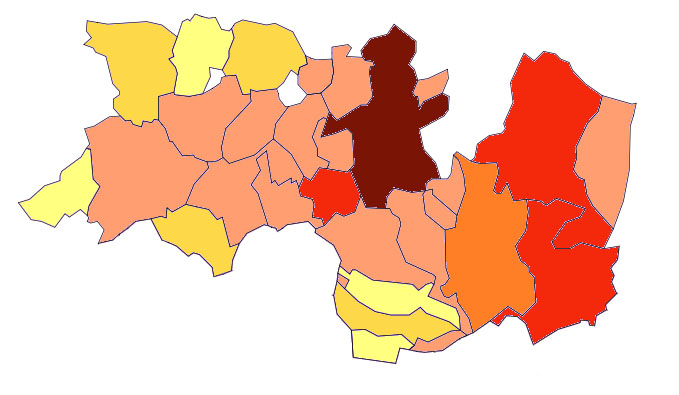
Distribución demográfica por municipios de la Comarca de Haro

| Gráfica de evolución demográfica de Comarca de Haro entre 1900 y 2011                                                                                     |
| |
| Población de derecho (1900-1991) o población residente (2001) según los censos de población del INE. Población según el padrón municipal de 2011 del INE. |

| Gráfica de evolución demográfica de Comarca de Haro sin el municipio de Haro entre 1900 y 2011                                                            |
| |
| Población de derecho (1900-1991) o población residente (2001) según los censos de población del INE. Población según el padrón municipal de 2011 del INE. |

## Orografía

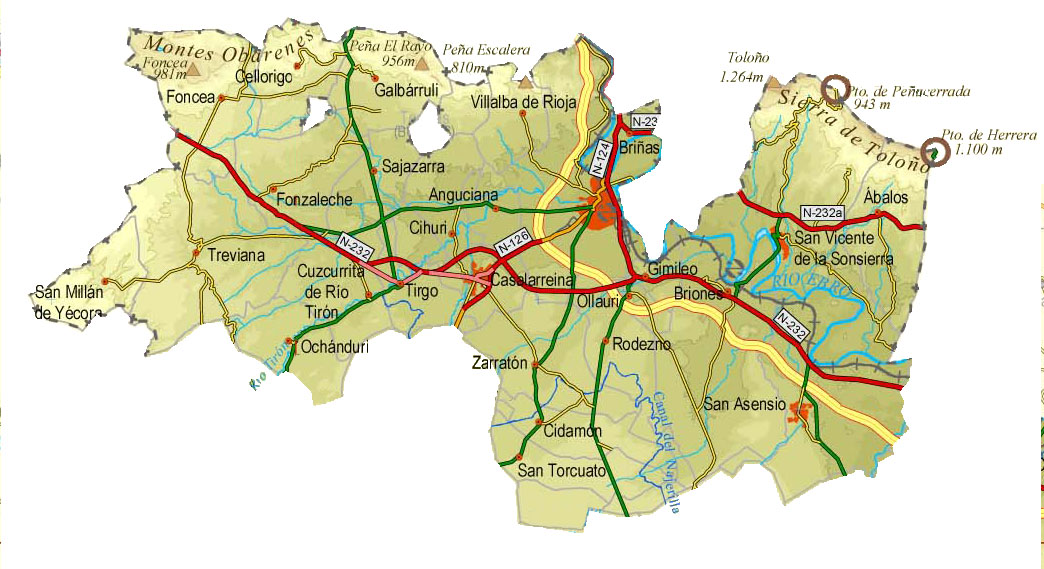
Mapa orográfico de la comarca de Haro

La comarca se sitúa en los cursos bajos del río Oja y el río Tirón, y por el curso más alto del Ebro a su paso por La Rioja. Por el norte está marcada por la provincia de Burgos, delimitada por los Montes Obarenes y por la sierra del Toloño, que forman parte de LIC (lugar de importancia comunitaria) Obarenes-Sierra de Cantabria e incluida en la Red Natura 2000. Esta zona se caracteriza por un peculiar entorno rocoso, con paisaje de matorrales en el que predominan enebrales, aulagas y coscojares. También aparecen pequeños bosques de encinas y robles dónde abundan los jabalíes y los conejos. En los roquedos calizos de los Obarenes son habituales poblaciones de rapaces como águilas reales, águilas perdiceras o buitres.
Por el sur está limitada por el Alto de Valpierre, una llanura muy fértil, disputada históricamente por su riqueza y limitada por los ríos Oja, Najerilla y Tuerto. En esta llanura abundan los campos de cereal, pero también la viña y el sotobosque de encinas y robles dónde abundan la perdiz y la codorniz.
Es una comarca muy fértil, y con una de las mejores tierras de cultivo de la vid. Esto ha provocado con los siglos un monocultivo de la vid, que hace que esta zona tenga un paisaje muy característico.

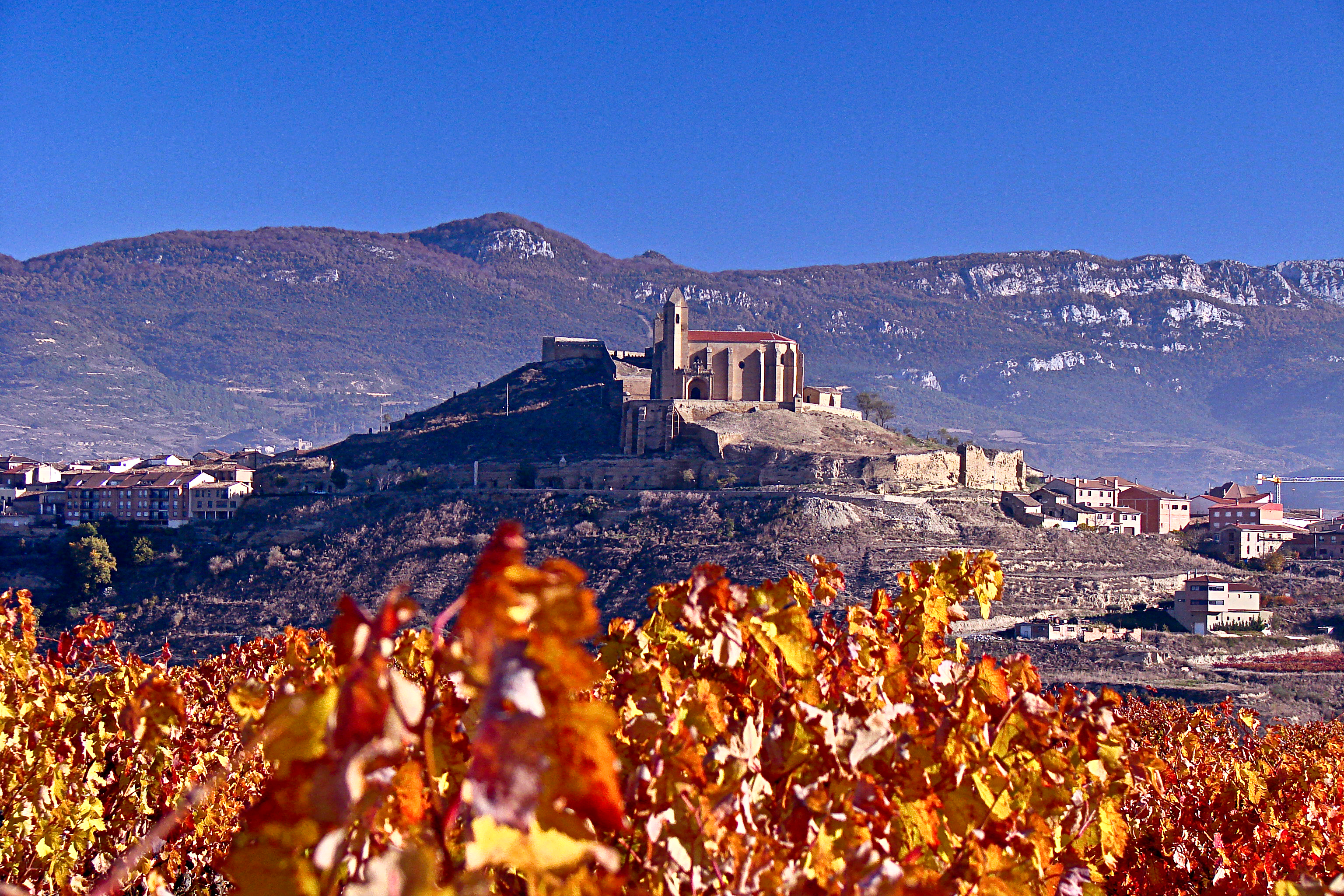
San Vicente de la Sonsierra